# Ira von Fürstenberg
Virginia «Ira» von Fürstenberg, nacida Virginia Carolina Theresa Pancrazia Galdina zu Fürstenberg (Roma, 18 de abril de 1940-18 de febrero de 2024), fue una actriz, princesa y diseñadora de joyas germano-italiana, miembro prominente de la jet set.

## Biografía

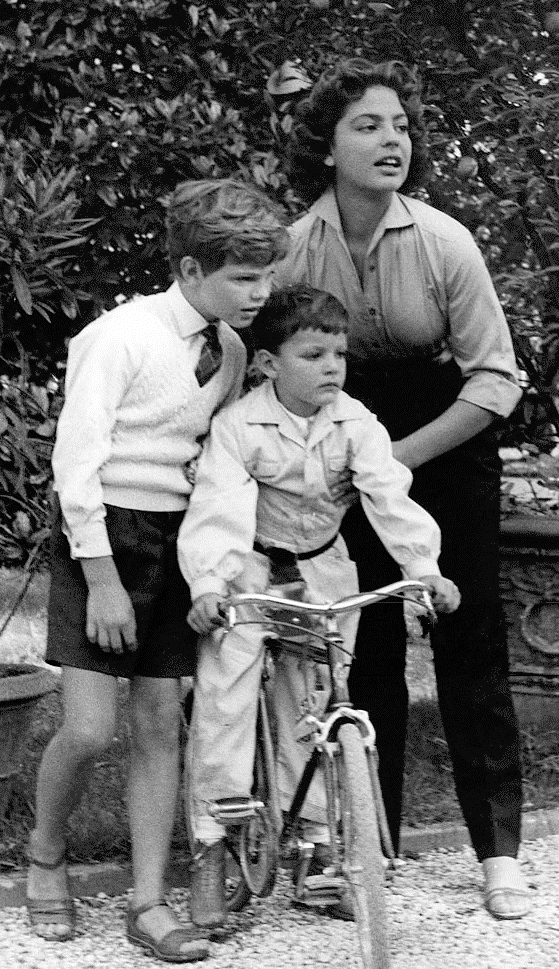
Ira von Fürstenberg con sus hermanos, hacia 1955.

Hija del príncipe Tassilo von Fürstenberg y de Clara Agnelli, heredera de una rica familia italiana, era sobrina del expresidente de Fiat, Gianni Agnelli, y prima tercera del príncipe Juan Adán II de Liechtenstein.
Con solo 15 años, tras un año de noviazgo, contrajo matrimonio en Venecia el 17 de septiembre de 1955 con el príncipe Alfonso de Hohenlohe, de 31 años, en una fastuosa boda a la que asistió la alta sociedad internacional. Tuvieron dos hijos, Christoph (1956-2006) y Hubertus (1958). El matrimonio fue anulado en 1969. El primero de sus hijos, Christoph de Hohenlohe, falleció en 2006 en extrañas circunstancias en una prisión de Bangkok, Tailandia, cuando permanecía arrestado algún tiempo tras ser acusado de manipular el visado de permanencia en el país asiático, al que había viajado para asistir en un "centro de bienestar" a un régimen de adelgazamiento.
En segundas nupcias, estuvo casada con Francisco Matarazzo Pignatari, conocido como «Baby» Pignatari, un industrial brasileño con quien se casó en Reno, Nevada, en 1961. Se divorciaron en Las Vegas en enero de 1964 y no tuvieron hijos.
Tras la muerte de Grace Kelly, Virginia mantuvo un supuesto romance con Raniero de Mónaco, aunque el supuesto nunca se confirmó.

## Trayectoria
Muy seguida por la prensa del corazón ya desde su primer matrimonio, el productor de cine Dino De Laurentiis pensó en una carrera en el cine para ella y le ofreció un papel en Matchless (1967), una parodia de James Bond. Así, entre las décadas de 1960 y 1980, trabajó como actriz en una veintena de películas. En su ecléctica filmografía pasó de actuar bajo las órdenes de Franco Zeffirelli a compartir cartel con Alfredo Landa en No desearás al vecino del quinto. Trabajó también para Franco Nero y se recuerdan algunos títulos como: Matchless (1967), I Killed Rasputin (1967), Dead Run (1967), The Vatican Affair (1968), Five Dolls for an August Moon (1970), The Fifth Cord (1971), Plus beau que moi, tú meurs (1982), entre otros.
En 1970, copresentó la 20ª edición del festival de música de San Remo junto a Nuccio Costa y Enrico Maria Salerno. Había modelado a los trece años para Emilio Pucci, y más tarde colaboró con Diana Vreeland. Posó para Helmut Newton y Cecil Beaton. Luego en los 70 fue presidenta de la sucursal italiana de la empresa de cosméticos Germaine Montell, y desde 1978 directora general de Valentino. En 1992 fundó su propia marca de moda con su nombre y empezó a diseñar joyas tituladas Objects Uniques.
Falleció el 18 de febrero de 2024, a la edad de 83 años, al sufrir una caída en su residencia de Roma, que le rompió una costilla y perforó el pulmón. El funeral tuvo lugar el 23 de febrero de 2024 en la iglesia de Santa María en Roma. Fue enterrada en el cementerio de Strobl am Wolfgangsee, en Salzburgo.

## Filmografía

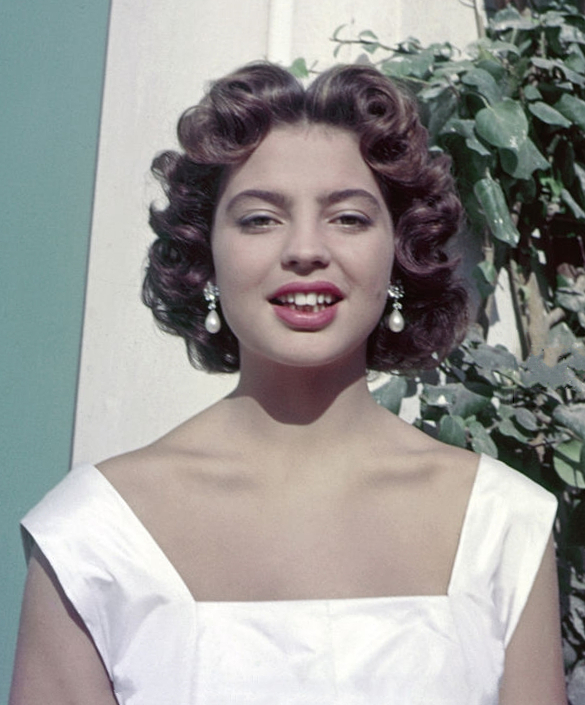
Princesa Ira von Fürstenberg, en los años 1950.

- 1967: J'ai tué Raspoutine: Princesa Irina Ioussoupova.
- 1967: Deux billets pour Mexico: Suzanne Belmont.
- 1967: Mission T.S. (Matchless): Arabella.
- 1968: Casse au Vatican: Pamela Scott.
- 1969: La Bataille d'El Alamein: Marta.
- 1970: L'île de l'épouvante: Trudy Farrell.
- 1970: Hello-Goodbye: Evelyne Rossan.
- 1970: No desearás al vecino del quinto: Jacinta.
- 1971: Journée noire pour un bélier (The fifth Cord): Isabel Lancia.
- 1976: Cuando los maridos se iban a la guerra: doña Flor.
- 1978: Réquiem por un empleado: Isabel.
- 1982: Plus beau que moi, tu meurs: La esposa del senador.

## Trabajos publicados
- Young at Any Age: Thirty Three of the World's Most Elegant Women Reveal How They Stay Beautiful (1981) ISBN 9780297779216
- Tartanware: Souvenirs from Scotland (1996) ISBN 9781857935141
- Princess and Rebel (2002) ISBN 9782741301271